# Imbuia (Santa Catarina)
Imbuia é um município brasileiro do estado de Santa Catarina. 

## Etimologia
O nome Imbuia vem da espécie arbórea Ocotea porosa, popularmente conhecida como imbuia, que era abundante no local na época da colonização. A madeira de imbuia, por ser de ótima qualidade, foi predada de forma a inserir a espécie na lista de espécies ameaçadas de extinção. Essa árvore é, pela Lei Estadual nº 6.473, de 3 de dezembro de 1984, considerada árvore símbolo, representativa do estado de Santa Catarina.   

## Geografia
O Município de Imbuia localiza-se a uma latitude 27º29'32.5" sul e a uma longitude 49º25'24.8" oeste. Limita-se com os Municípios de Alfredo Wagner, Ituporanga, Leoberto Leal e Vidal Ramos estando a uma altitude de 780 metros com a topografia acidentada, intercalada por chapadões e furnas. 
O ponto mais alto é a elevação da Fazenda do Céu, com 1.065 metros acima do nível do mar, enquanto que o ponto mais baixo se situa na localidade Rio Bonito, com 630 metros.
Sua população estimada em 2021 era de 6 284 habitantes.
Possui uma área de 119,113 km².

## História
A colonização de Imbuia, na época chamada de Alto Rio dos Bugres, se iniciou em 1922 com a chegada dos primeiros migrantes alemães. 
Em 30 de setembro de 1957 foi criado o Distrito de Imbuia pela Lei Promulgada Estadual nº 311, e instalado em 17 de maio de 1958. Na data de instalação tomaram posse nos seguintes cargos: 
- Intendente distrital: Manoel Galdino Inocêncio
- Juiz de paz: João Ribeiro
- Escrivão de paz: Ernestino Sens
- Delegado de polícia: Alfredo de Souza
- Inspetor de quarteirão: Valdemiro Luiz Capistrano[5]

O Município de Imbuia foi criado pela Lei Promulgada Estadual nº 839, de 23 de agosto de 1962, e instalado em 10 de setembro de 1962.
Festa Estadual do Milho-Verde é o principal evento do município, bem como sua gastronomia.

## Colonização
A colonização do Município iniciou em 1922 por imigrantes alemães. No Alto Rio dos Bugres, nos seus afluentes, foram abertas primitivas “picadas” no interior da floresta densa e mista em fase de transição, dando início a demarcação dos lotes coloniais, projetados como as demais áreas de abrangência da Sociedade Colonizadora Catarinense. Então, adotou-se o modelo clássico de parcelamento do solo, visando o sistema mini fundiário, ou seja, os lotes tinham em média 25 a 30 hectares para distribuição e assentamento dos colonizadores.
A data da compra dos primeiros lotes de terra não se tem registro na integra mas entende-se que foi juntamente com a vinda definitiva das famílias que se instalaram na região.
A dificuldade de acesso aos documentos históricos, destruídos pela ação do tempo, enchentes ou incêndios levou a história de Imbuia ser contada predominantemente por fontes orais.

## Antigas Denominações
- Alto Rio dos Bugres - 1922
- Chapadão Rio dos Bugres - 1926
- Distrito de Imbuia - 1958
- Município de Imbuia - 1962

## Genealogia do Município de Imbuia[7]
- Laguna
  - Florianópolis
    - São José
      - Palhoça
        - Bom Retiro
          - Ituporanga
            - Imbuia

## Localidades/Bairros[8]
1. Centro/Sede do Município
2. Chapadão da Unida
3. Nova Alemanha
4. Bracatinga
5. Verde Vale
6. Garrafão
7. Alto Ivaí
8. Águas Cristalinas
9. Alto Garrafão
10. Valada Progresso
11. Campo Azul
12. Rio Bonito
13. Samambaia
14. Vista Alegre
15. Chapadão Rio Bonito
16. Campo das Flores
17. Furna do Rio Bonito
18. Fazenda Boa Vista
19. Alto Rio Engano
20. Fazenda do Céu

## Hidrografia

### Rios
1. Rio Imbuia
2. Rio dos Bugres
3. Rio Bonito
4. Rio Engano
5. Rio Santa Luiza
6. Rio Garrafão

### Arroios
1. Arroio Bracatinga
2. Arroio Farias
3. Arroio Garrafãozinho
4. Arroio dos Bellos
5. Arroio Araça
6. Arroio Garcanta
7. Arroio Águas Cristalinas

## Hino do Município de Imbuia[9]
Neste pedaço de terras 
De terras do meu Brasil
Imbuia torrão querido
E cheio de encantos mil
Teus lindos campos e plantações,
Teu povo alegre e trabalhador 
Revelam nobres valores,
De cada um o amor.
Imbuia que eu quero tanto
Cantar-te de coração,
Honrar-te eu quero sempre
Porque sou teu cidadão.
Colonos saem para trabalhar,
De sol a sol calos pelas mãos 
Em cada filho imbuiense tu tens 
O orgulho desta nação.
Adultos, jovens, crianças
De Imbuia são o Amor,
São eles a esperança,
Riqueza, fé e valor.
Tua gente nobre e hospitaleira,
O teu progresso é o que equivale
O teu nome é a Majestade 
De Princesinha do Alto Vale.

Letra e música: Lúcia Mafalda dos Santos Alberton